# Cyrtopodion kiabii
Cyrtopodion kiabii es una especie de gecos de la familia Gekkonidae.

## Distribución geográfica yhábitat
Es endémica de una zona semidesértica de la provincia de Bushehr, al sudoeste de Irán. Su rango altitudinal oscila alrededor de 108 m s. n. m..